# 立田町 (愛西市)
立田町（たつだちょう）は、愛知県愛西市にある地名。字が19ある。

## 地理
旧立田村域南西部に位置する。東は山路町・森川町、西は長良川を挟み三重県桑名市長島町・海津市海津町、南は福原新田町・地続きで三重県桑名市長島町、北は小茂井町に接する。町域内中央に木曽川が流れ、町域を二分している。これは明治時代に行われた木曽三川分流工事に伴うもので、昭和時代に入り立田大橋が架橋されるまで渡し船による移動を余儀なくされていた。

### 字一覧
（配列は五十音順・読みはYahoo!地図による）
- 杁先（いりさき）
- 北郷附（きたごうづけ）
- ギロ（ぎろ）
- 鯉ケ平（こいがひら）
- 郷附（ごうづけ）
- 郷前（ごうまえ）
- 三番割（さんばんわり）
- 十六石山（じゅうろっこくやま）
- 船頭平（せんどひら）
- 堤外三番割（ていがいさんばんわり）
- 富安（とみやす）
- 堤外（ていがい）
- 中田（なかた）
- 東田面（ひがしだめん）
- 平瀬（ひらせ）
- 福原（ふくはら）
- 前田面（まえだめん）
- 松田（まつだ）
- 南鍋田（みなみなべた）

### 河川
- 木曽川
- 長良川
- 鵜戸川

## 歴史

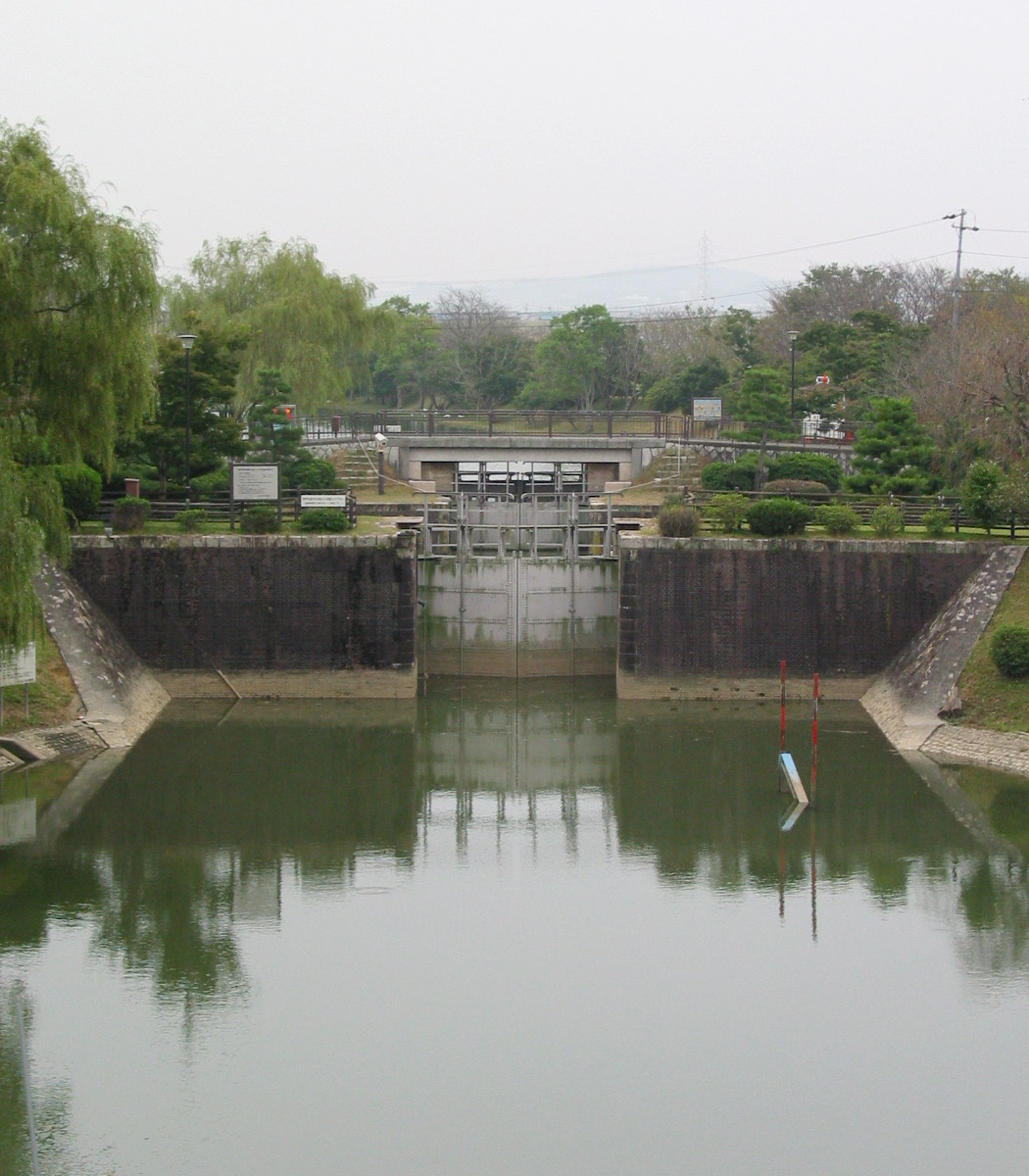
今も船頭平の地名が残る「船頭平閘門」（字福原）

### 地名の由来

#### 旧村名の由来
- 小家（こいえ） - 『尾張國地名考』によると、湿田の江や用水に生息する鯉に由来する「鯉江」が転じたものという[2]。
- 鯉ケ平（こいがひら） - 『尾張國地名考』によると、「鯉江が平」の略であるという[2]。
- 和田（わだ） - 『尾張國地名考』によると、川・堤防の曲がり目を指す「廻所」（わど）に由来するという[3]。
- 又右衛門新田（またうえもんしんでん） - 小茂井村の百姓又右衛門が元禄8年に開墾したことに由来する[4]。
- 船頭平（せんどうひら） - 船頭の小屋があったことに由来する[5]。
- 福原（ふくはら） - 「鈴鹿おろし・伊吹おろしが吹く原」という意味であり、「吹」の字を避けて「福原」とした[6]。

### 沿革
- 1159年（平治元年）頃[7] - 源義朝が平治の乱において京から野間へ敗走する際に上立田村に立ち寄ったとの伝説が残る[8]。
- 天正年間 - 織田信長が長島攻めの際に上立田村を全村焼打ちにしたとの伝説が残る[8]。また、『信長公記』天正2年長島攻めの項には船頭平村の「こだみ崎川口舟を引き付け」との記述がある[5]。なお、「こだみ」は字として1964年（昭和39年）の区画整理まで残っていた[5]。
- 江戸時代 - 尾張国海西郡の尾張藩領鵜多須代官所支配の村として、小家村[2]・富安村[9]・鯉ケ平村[2]・和田村[3]・上立田村[8]・下立田村[10]・松田村[11]・船頭平村[5]・又右衛門新田村[4]・福原新田[6]が所在した。また、周辺には伊勢国領・大福原も存在した[6]。
- 1624年（寛永元年） - 小家村[12]・鯉ケ平村・松田村・船頭平村[13]が開墾される。
- 1635年（寛永12年） - 福原新田が、地主の加藤家によって輪中堤が築かれて再開発された[6]。
- 1695年（元禄8年） - 小茂井村の百姓又右衛門により又右衛門新田村が開墾される[4][13]。
- 1873年（明治6年） - 福原新田の加藤家内に学校が置かれる[6]。
- 1876年（明治9年） - 伊勢暴動が富安村に波及[9]。福原新田では学校が焼かれる[6]。
- 1878年（明治11年） - 愛知県海西郡小家村・富安村・鯉ケ平村・和田村・上立田村・下立田村・松田村・船頭平村・又右衛門新田村が合併し、立田村が成立する。村役場は富安に設置された[14]。また、学校が富安と和田に設置された[14]。
- 1880年（明治13年）5月10日 - 三重県桑名郡福原新田（旧伊勢国・大福原）が愛知県海西郡に編入される。既存の海西郡福原新田と一体化したとみられる。
- 1889年（明治22年） - 立和村の大字立田・大字福原新田となる[14][6]。
- 1897年（明治30年） - 木曽三川分流工事に伴い、和田・上立田・下立田・又右衛門新田の全域と小家・富安・松田・船頭平の各一部が水没、福原新田は新木曽川の対岸となる[14]。立ち退いた住民は神野新田（豊橋市）・安城ケ原（安城市）・名古屋市などに移住することとなる[14]。
- 1906年（明治39年） - 立田村の大字立田・大字福原新田となる[14][6]。
- 1935年（昭和10年） - 長島との間の木曽川堤防が締め切られ、福原新田の干拓地が増加した（後の福原新田町）[6]。
- 1984年（昭和59年） - 立田大橋が完成[14]。木曽川改修以来分断されていた本村と福原新田が陸上交通で結ばれた[14]。
- 2005年（平成17年）4月1日 - 愛西市立田町となる。

## 世帯数と人口
2019年（令和元年）5月1日現在の世帯数と人口は以下の通りである。
| 町丁   | 世帯数  | 人口  |
| ------ | ------- | ----- |
| 立田町 | 217世帯 | 636人 |

### 人口の変遷
国勢調査による人口の推移
| 2005年（平成17年） | 754人 | [ WEB 6 ] |  |
| 2010年（平成22年） | 710人 | [ WEB 7 ] |  |
| 2015年（平成27年） | 669人 | [ WEB 8 ] |  |

## 小・中学校の学区
市立小・中学校に通う場合、学区は以下の通りとなる。
| 番・番地等 | 小学校                 | 中学校             |
| ---------- | ---------------------- | ------------------ |
| 全域       | 愛西市立立田南部小学校 | 愛西市立立田中学校 |

## 交通

### バス
かつては愛西市巡回バスの停留所があったが、現在は廃止されている。

### 道路
- 愛知県道・三重県道168号立田長島インター線
- 愛知県道・岐阜県道・三重県道125号佐屋多度線 - 立田大橋
- 1984年（昭和59年）の立田大橋架橋までは立田渡船により本村と福原地区を結んでいた[1]。

## 施設
- 八幡社（字船頭平）[北緯35度8分9.2秒 東経136度41分28.5秒]
- 八幡社（字ギロ）[北緯35度8分19.4秒 東経136度41分21.8秒]
- 八幡社（字富安）[北緯35度8分47.7秒 東経136度41分9.3秒]
- 八幡社（字南鍋田）[北緯35度9分16.7秒 東経136度41分17.7秒]
- 真宗大谷派宝球寺[北緯35度9分13.4秒 東経136度41分15.2秒]
- 真宗大谷派即随寺[北緯35度8分50秒 東経136度41分15.9秒]
- 木曾三川霊苑[北緯35度9分0.3秒 東経136度41分13.1秒]
- 曹洞宗龍音寺[北緯35度8分27.9秒 東経136度41分16.4秒]
- 白男桜竜神社[北緯35度8分19.4秒 東経136度41分22.4秒]
- 愛西市立田処理場[北緯35度8分22.1秒 東経136度41分26.4秒]
- 真宗大谷派頓教寺[北緯35度8分4.3秒 東経136度41分25.7秒]
- 愛西市農村環境改善センター[北緯35度8分38.7秒 東経136度40分28.8秒]
- 加藤牧場[北緯35度8分18.6秒 東経136度40分40.6秒・北緯35度8分27.6秒 東経136度40分34.8秒]
- 誓光寺[北緯35度8分20.5秒 東経136度40分38.3秒]
- 立田南部小学校福原分校[北緯35度8分12.8秒 東経136度40分35.9秒]
- 福原排水機場[北緯35度7分55.2秒 東経136度40分43.7秒]
- 国営木曽三川公園船頭平河川公園[北緯35度8分44.2秒 東経136度40分35.5秒]
- 船頭平閘門[北緯35度7分55.5秒 東経136度40分48.9秒]

## その他

### 日本郵便
- 郵便番号 : 496-0946[WEB 3]（集配局：津島郵便局[WEB 10]）。

### WEB
1. ↑  “愛知県愛西市の町丁・字一覧”.   人口統計ラボ. 2019年5月14日閲覧。
2. 1 2  “人口・世帯数（立田地区）” (PDF).   愛西市 (2019年5月1日). 2019年5月14日閲覧。
3. 1 2  “郵便番号”.  日本郵便. 2019年5月13日閲覧。
4. ↑  “市外局番の一覧”.   総務省. 2019年5月13日閲覧。
5. ↑  Yahoo!地図 愛西市立田町2013年10月15日閲覧。
6. ↑  総務省統計局 (2014年6月27日). “平成17年国勢調査の調査結果(e-Stat) - 男女別人口及び世帯数 －町丁・字等”. 2019年3月23日閲覧。
7. ↑  総務省統計局 (2012年1月20日). “平成22年国勢調査の調査結果(e-Stat) - 男女別人口及び世帯数 －町丁・字等”. 2019年3月23日閲覧。
8. ↑  総務省統計局 (2017年1月27日). “平成27年国勢調査の調査結果(e-Stat) - 男女別人口及び世帯数 －町丁・字等”. 2019年3月23日閲覧。
9. ↑  “小・中学校”.   愛西市. 2019年5月14日閲覧。
10. ↑  “郵便番号簿 2018年度版” (PDF).   日本郵便. 2019年5月8日閲覧。

### 文献・注釈
1. 1 2  「角川日本地名大辞典」編纂委員会 1989, p. 1885.
2. 1 2 3 4  「角川日本地名大辞典」編纂委員会 1989, p. 529.
3. 1 2  「角川日本地名大辞典」編纂委員会 1989, p. 1427.
4. 1 2 3  「角川日本地名大辞典」編纂委員会 1989, p. 1245.
5. 1 2 3 4  「角川日本地名大辞典」編纂委員会 1989, p. 749.
6. 1 2 3 4 5 6 7 8 9  「角川日本地名大辞典」編纂委員会 1989, p. 1165.
7. ↑  仔細は不明だが、伝説の内容から平治元年から翌2年の間の出来事であると思われる。
8. 1 2 3  「角川日本地名大辞典」編纂委員会 1989, p. 414.
9. 1 2  「角川日本地名大辞典」編纂委員会 1989, p. 902.
10. ↑  「角川日本地名大辞典」編纂委員会 1989, p. 665.
11. ↑  「角川日本地名大辞典」編纂委員会 1989, p. 1252.
12. ↑  有限会社平凡社地方資料センター編 1981, p. 467.
13. 1 2  有限会社平凡社地方資料センター編 1981, p. 468.
14. 1 2 3 4 5 6 7 8  「角川日本地名大辞典」編纂委員会 1989, p. 802.